# Шамбала
Шамбала (Тибетски: བདེ་འབྱུང་) е тайнствена земя, намираща се според повечето легенди някъде из Хималаите. Среща се и под името Агарта. В китайски, руски и тибетски митове за нея се говори като за обител на свръххора, подобни на Тайните учители на Блаватска. В ранни будистки текстове Шамбала се споменава като извор на езотерична мъдрост. Има много митове за нейното местонахождение. Китайците сочат планината Кунлон, предания от Близкия изток – Алтай.
Основните древни източници за Шамбала са от традицията на будизма (Ваджраяна). Описание на Шамбала се съдържа в „Калачакра-тантра“ и други текстове от системата „Калачакра“. Според тези текстове Шамбала се намира северно от река Сита (отъждествявана с Тарим, Амударя или Сърдаря). Обкръжена е от осем заснежени планини, които наподобяват лотосов цвят. В техния център се намира столицата на Шамбала, където е разположен Калапа – дворецът на царя. За първи цар-жрец на Шамбала се смята Сучандра, който е построил огромна мандала на калачакра. След Сучандра страната е управлявана от още шест царе – жреци, след които управляват и ще управляват общо двадесет и пет владетели под името Калки Аватар, всеки от които ще царува 100 години.
Освен споменатите източници за Шамбала, изключително важно е произведението на VI Панчен Лама Лобсан Палдан Йеше (1738 – 1780) „Пътят към Шамбала“ (Shambhala'i lam-yig, 1775), което изобилства с объркани географски описания и е изключително трудно за превод. Издаден е не много добър превод на немски език от проф. Грюнведел, 1915 г.
Петър Дънов, също споменава за съществуването на тайнствената Шамбала.
Според легендите божествената наука е съществувала в далечното минало. Тя била приложена в живота, но когато хората се отклонили от нейния път, учителите и носителите на тази наука се оттеглили, като оставили човечеството само да устройва своя живот. Съществуват легенди, че тези адепти днес обитават недостъпни места в Хималаите. В древните митове и легенди се говори за страна, където царуват съвършени люде. В „Махабхарата“ (велик индийски епос, включващ в себе си Бхагавад гита) и в тибетските легенди става дума за такава вълшебна страна. В много руски приказки и легенди също се описва т.нар. Беловодие – чудна земя, която се намира на Изток. Според други сведения, Аполоний Тиански (I век) и прочутият граф Сен Жермен са били в тази страна, която на Изток наричат Шамбала. Окултистът Сент Ив д`Алвер твърди, че е посетил Агарта и в книгата си „Мисията на Индия“ описва това, което е видял. Напредналите братя на човечеството, които живеят там, помагат за повдигането на човечеството и дават тласък на човешката култура. Съществуват сведения, че в Шамбала живеят около 20 милиона души. Монголците говорят със свещен трепет за Шамбала. А местните хора в Хималаите не искат да предвождат чужденци по тези места. Конете там отказват да продължат по-нататък, като започват да треперят неизвестно по какви причини.
През 1925 – 1928 година Николай Рьорих организира голяма експедиция, по време на която събира много и интересни сведения за Шамбала. Част от тях са описани в книгата „Отворени двери“, излязла в България през 1982 година. Съществуват твърдения по тези места, че снежните човеци са пазители на свещените врати към Шамбала. Според ламите от Тибет, пророчествата, идващи от древността, ще се сбъднат: „Времето на Шамбала вече иде... Преди него обаче ще станат войни и много държави ще се разрушат. Подземен огън ще разтърси земята. Ще бъдат изпратени предзнаменования.“
В свещените книги на Изтока се говори за края на старата епоха – Калиюга: „ И ще има временни монарси на земята, царе свадливи, с жесток нрав, усърдни в лъжата и злото. Те ще убиват жени и деца... Ще отнемат собствеността на поданиците си. Животът им ще бъде кратък и въжделенията им – ненаситни. Хора от различни страни ще се съединят с тях. Имуществото ще стане едничкото мерило. Богатството ще става причина за кланета. Страстта ще бъде единственият съюз между половете. Лъжата ще бъде средство за успех в съда, жените ще станат само обект на въжделение. Богатият ще се брои за чист. Великолепието на дрехите ще бъде признак за достойнство. Така в края на Калиюга ще става постоянно падение.“
Виден монголски лама разказва, че след големи трудности стигнал до Шамбала, като престоял известно време там. Според него керван от якове, натоварен със сол, се оказал съвсем близо до границата на свещените долини, но търговците от кервана минавали през това изключително място без да го забележат или да подозират нещо. Вероятно тук пространството е подчинено на психични сили, които действуват целенасочено върху поведението и мислите на хората, за да не видят това, което не е позволено. В безброй разкази на Изток се говори за срещи с Махатми (букв. „велика душа“), за внезапно появили се аромати във въздуха, за ненадейни срещи с отшелници на фантастична възраст, за личности, които се появяват и изчезват, за други, които изчезват и пак се връщат с обяснението, че са били в Шамбала. Самият Николай Рьорих описва следното преживяване от времето на експедицията си: "Жена ми искаше да има старинно изображение на Буда. Но това не е толкова лесно, защото старинните изображения са редки и собствениците им не се разделят с тях. Ние с нея си поговорихме на чужд език за тукашните хора и решихме да отложим тази работа за по-добри времена. Но какво беше смайването ми, когато след няколко дни при нас идва един лама и с поклон изважда от пазвата си отлично изображение на Буда, тибетска изработка, с думите: „Госпожата искала да има Буда. Насън ми се яви Бялата Тара и ми заръча да ви дам изображението на Благословения от моя олтар.“